# Alicante villamosvonal-hálózata
Alicante villamosvonal-hálózata (Valenciai nyelven: TRAM Metropolità d'Alacant, spanyol nyelven: TRAM Metropolitano de Alicante) egy hat vonalból álló 1000 mm-es nyomtávolságú modern villamoshálózat Spanyolországban, Alicante városában és környékén. A villamosüzem több különböző közlekedési módot is kombinál: Alicante területén modern villamosként működik, Alicante és Benidorm között mint tram-train, majd Benidormtól Altea, Calp és Dénia településekre mint elővárosi vasúti járat közlekedik. A hálózat első vonalát a villamosközlekedés számára 1999-ben nyitották meg. Üzemeltetője a 	Ferrocarrils de la Generalitat Valenciana.

## Vonalak
| Járat | Végállomások                            | Megnyitás éve | Szolgáltatás jellege | Hossz                 | Állomások száma | Utasszám 2019-ben |
| ----- | --------------------------------------- | ------------- | -------------------- | --------------------- | --------------- | ----------------- |
|       | Luceros – Benidorm                      | 2008          | Tram-train           | 44,569 km (27,694 mi) | 20              | 2 579 265         |
|       | Luceros – Sant Vicent de Raspeig        | 2013          | villamos             | 7,207 km (4,478 mi)   | 14              | 4 820 667         |
|       | Luceros – El Campello                   | 2003          | Tram-train           | 14,404 km (8,950 mi)  | 17              | 2 270 646         |
|       | Luceros – Pl. La Coruña – Lucentum      | 2009          | villamos             | 14,609 km (9,078 mi)  | 18              | 1 371 854         |
|       | Porta de Mar – Pl. La Coruña – Lucentum | 2019          | villamos             | 13,285 km (8,255 mi)  | 17              | 413 116           |
|       | Benidorm – Dénia                        | 1986          | regionális vonat     | 50,856 km (31,600 mi) | 18              | 635 644           |

## Jövőbeli tervek
Számos terv van arra, hogy a hálózatot meghosszabbítanák az Alicantei repülőtér, Elche, Santa Pola, Guardamar és Torrevieja irányába, ám forráshiány miatt bizonytalan ezen tervek megvalósítása.

## Képek
Föld alatti állomások
Föld felszíni állomások

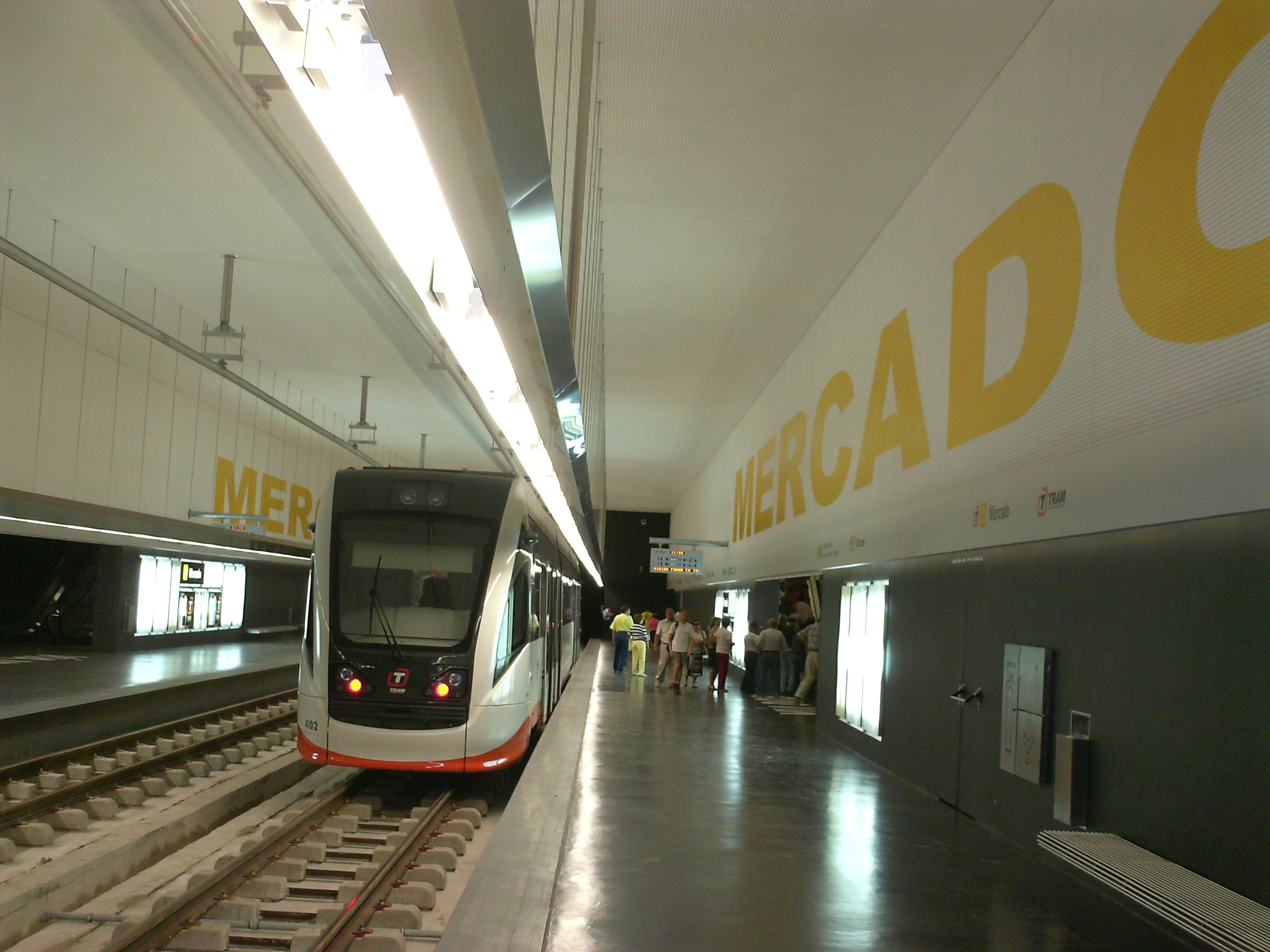
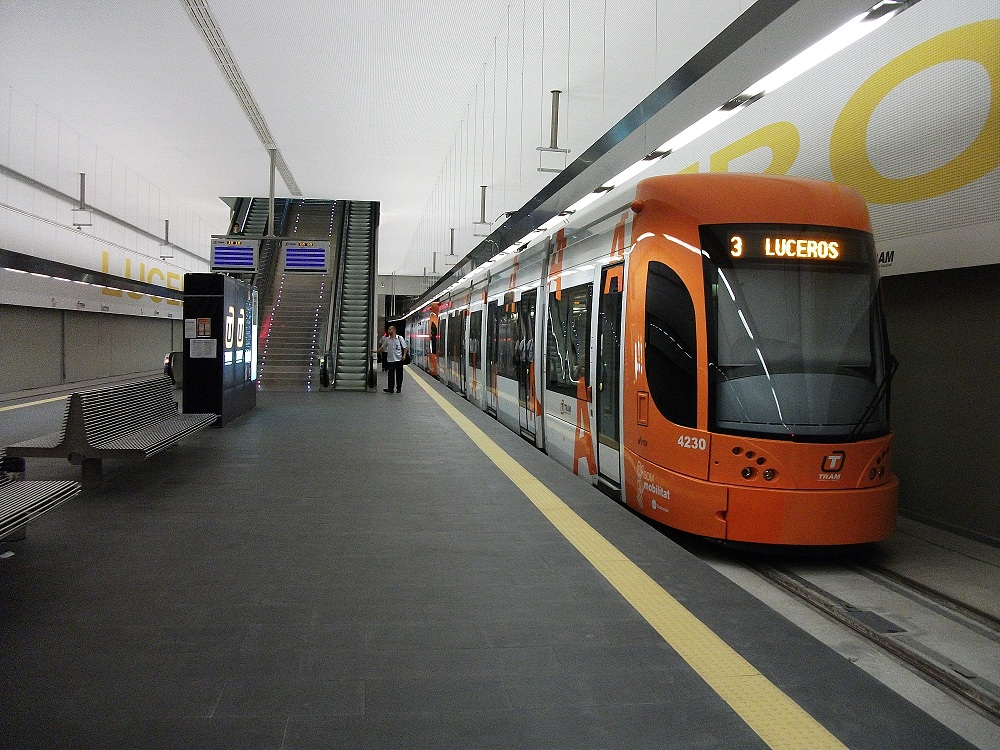
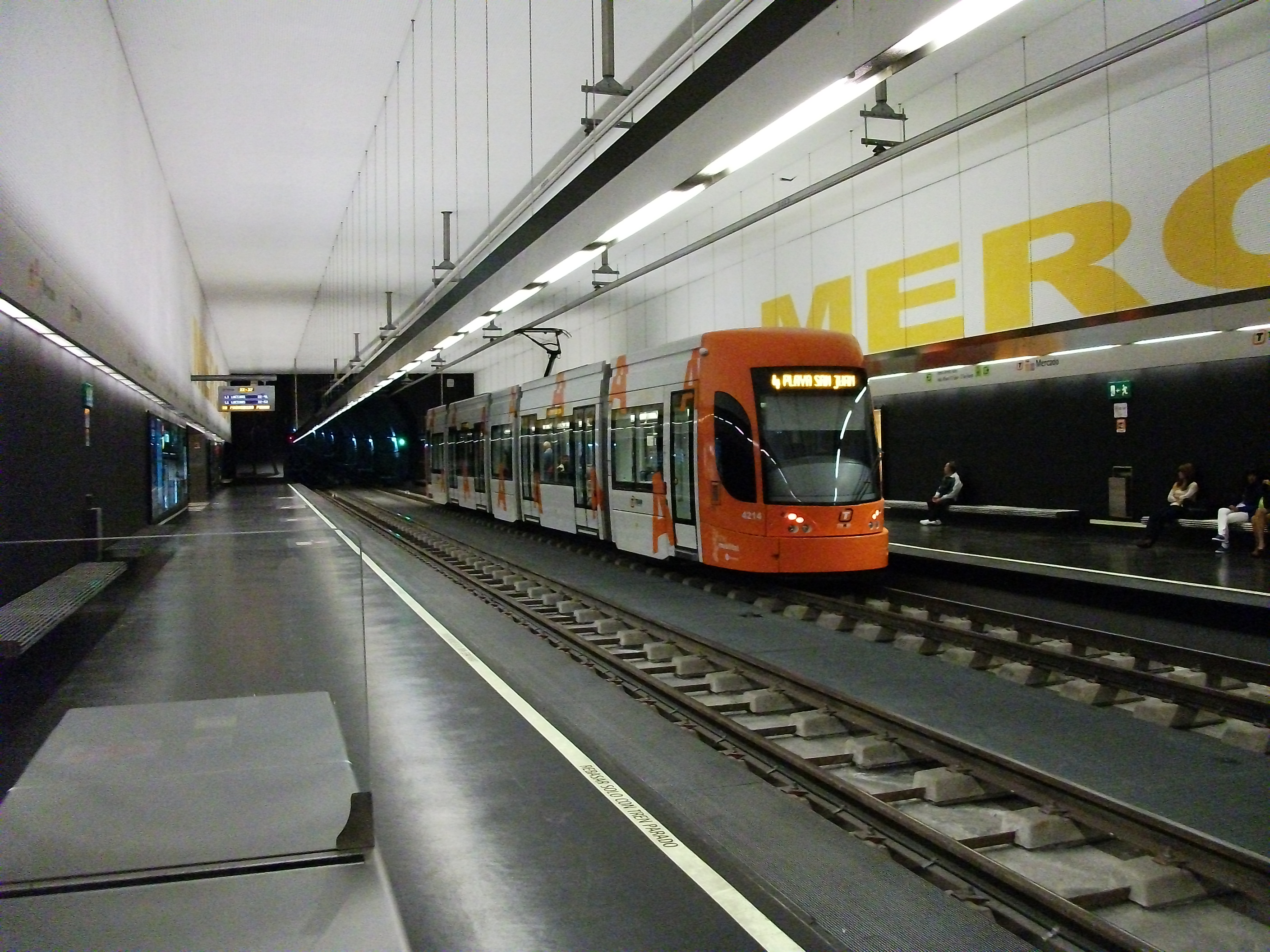
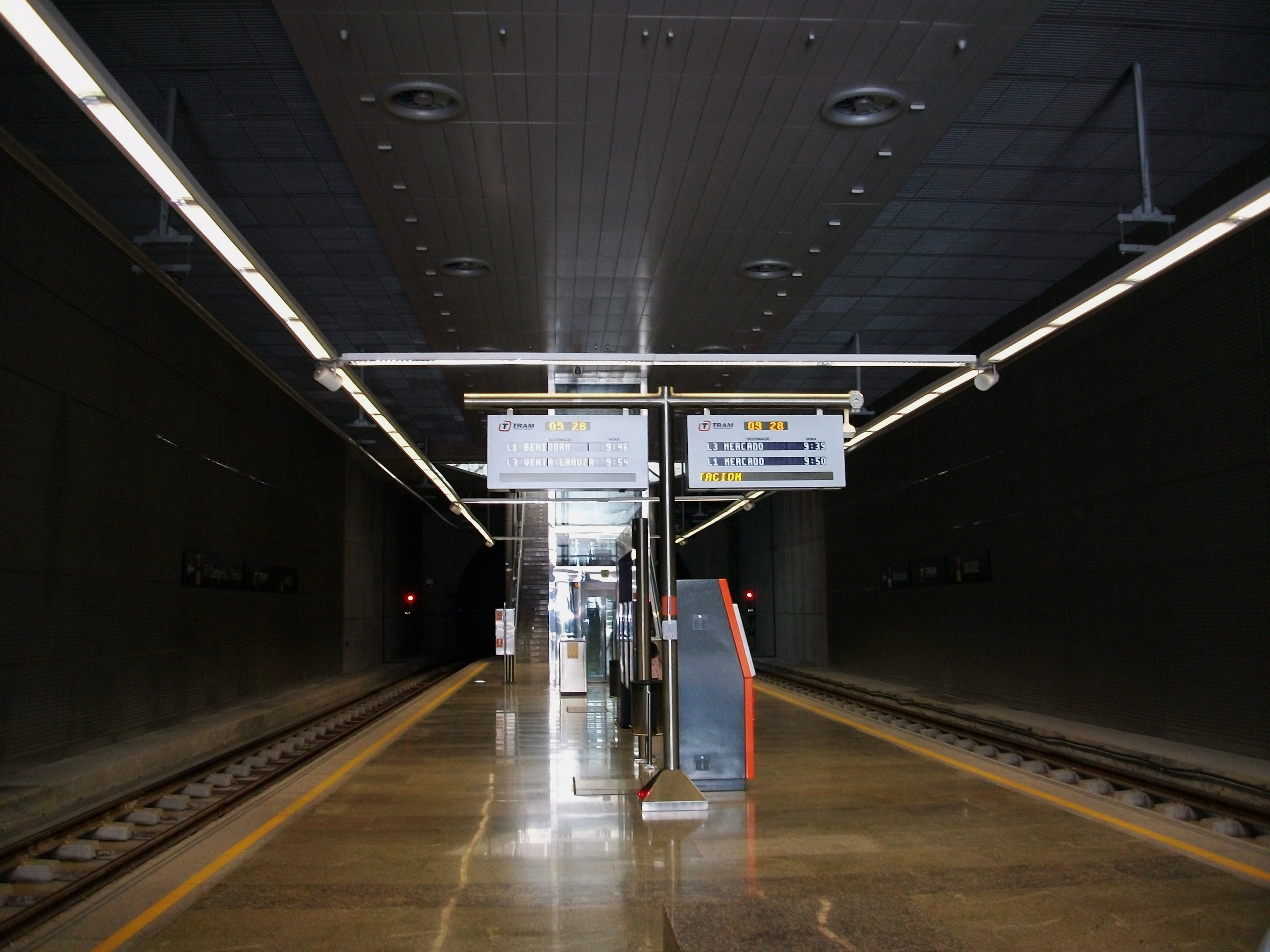

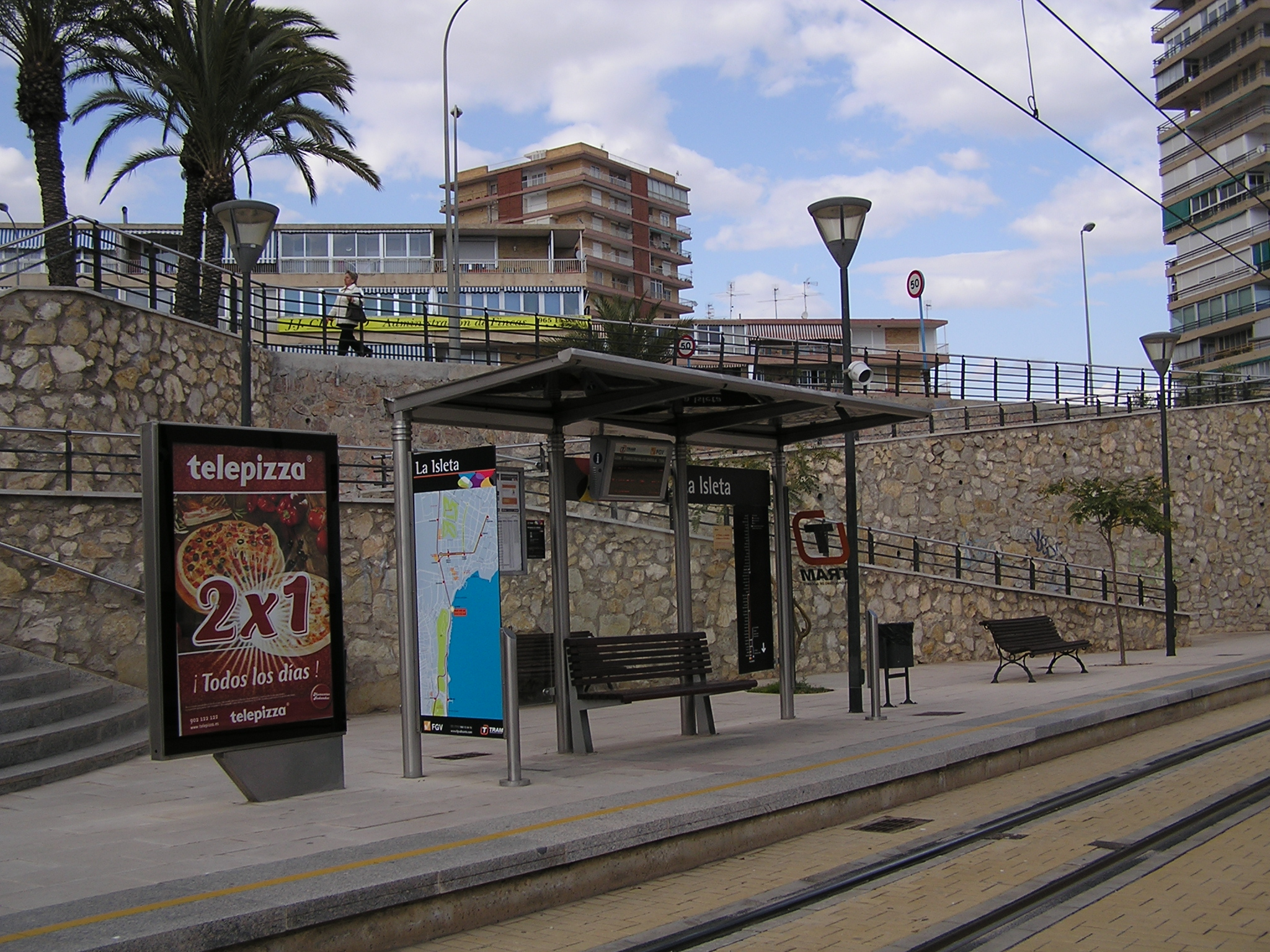
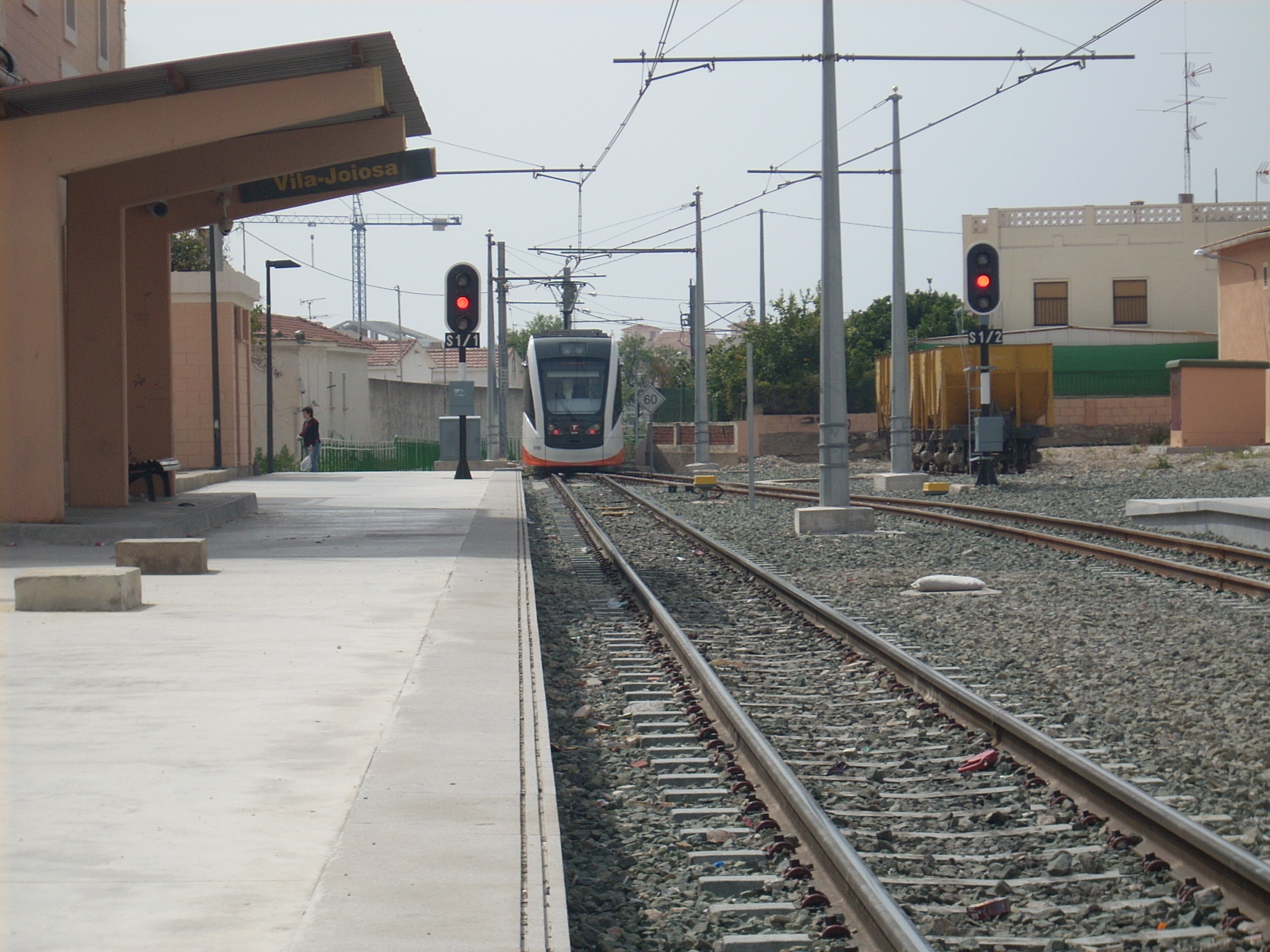
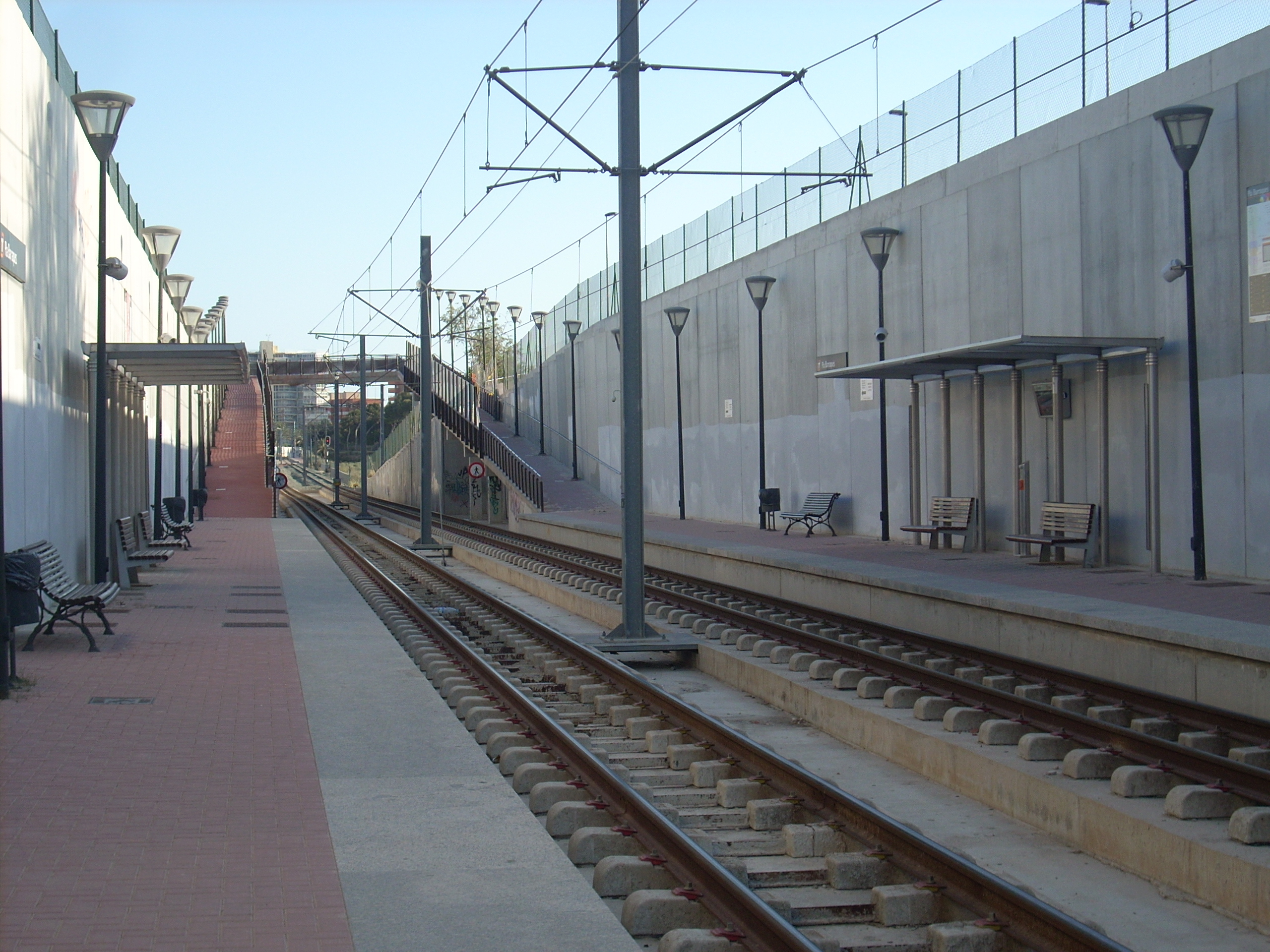
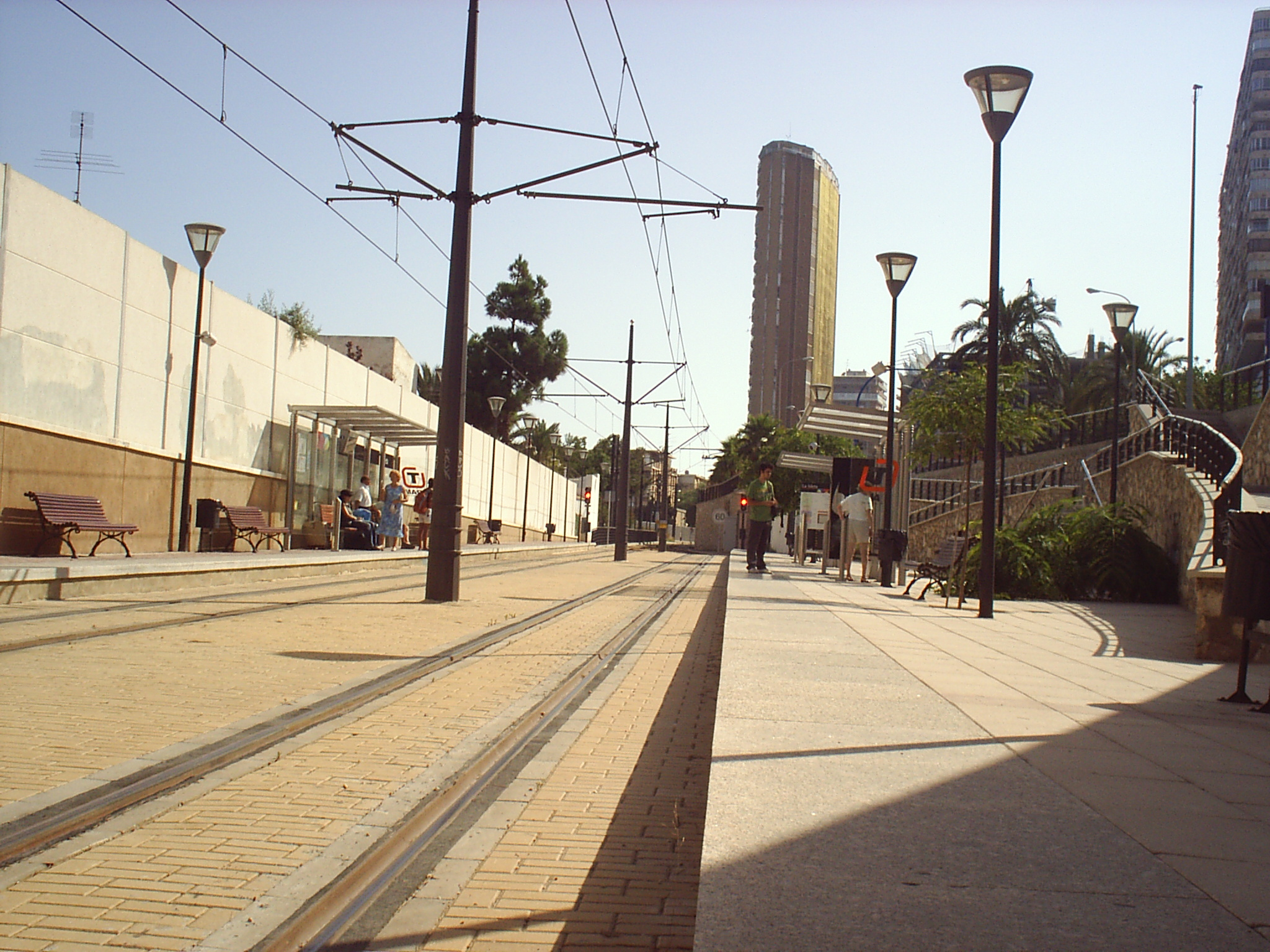

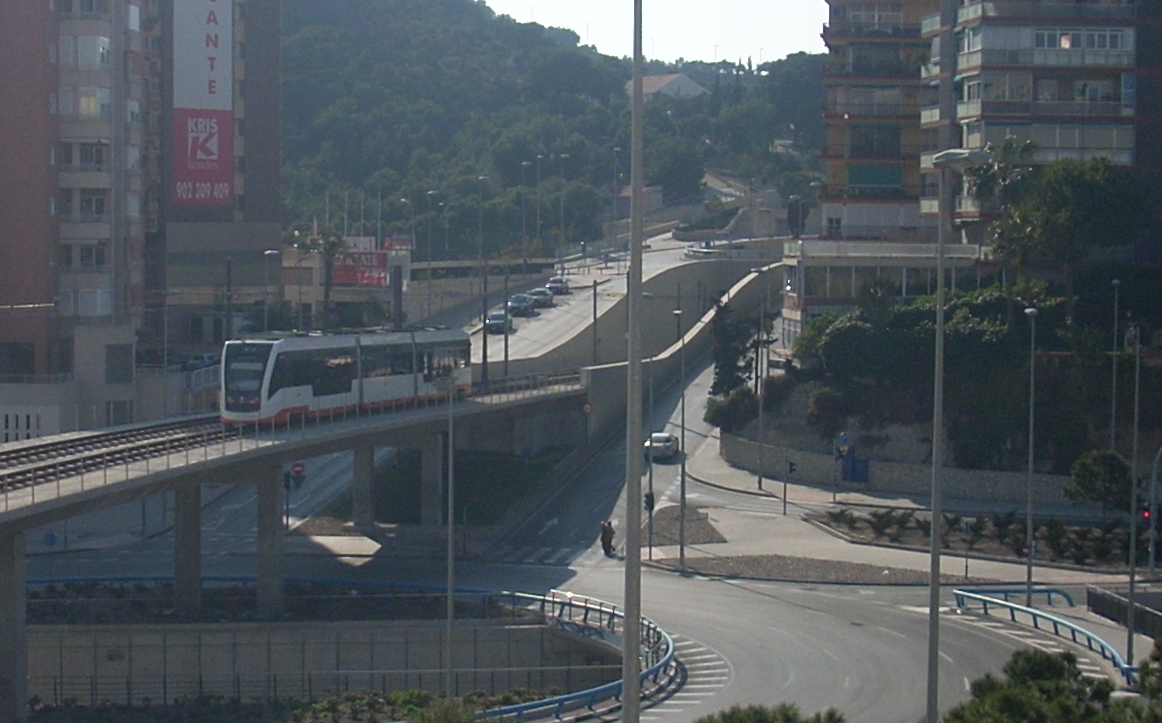
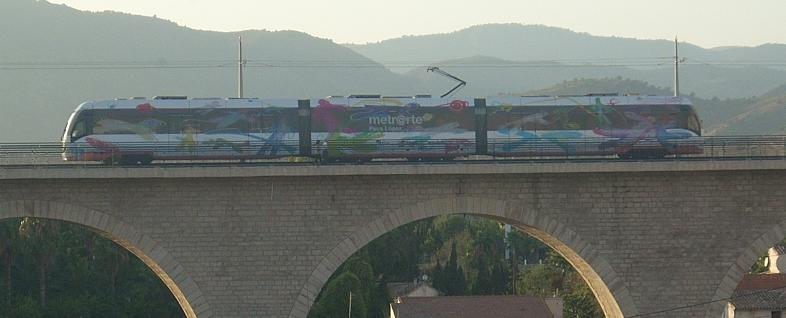
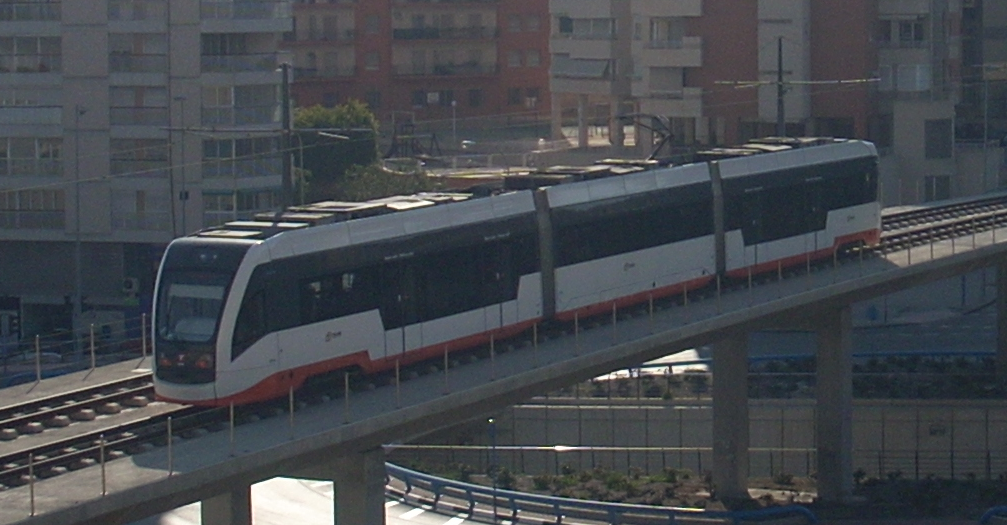

Magasállomások és magasvezetésű pálya